# Struktura organizacyjna 1 Armii Wojska Polskiego
Struktura organizacyjna 1 Armii Wojska Polskiego – struktura dowództwa armii oraz wykaz związków taktycznych, samodzielnych oddziałów i pododdziałów 1 Armii WP (1 maja 1945)

## Dowództwo
Dowództwo 1 Armii Wojska Polskiego
- sztab
- zarząd polityczno-wychowawczy
- dowództwo artylerii
- dowództwo wojsk pancernych i zmechanizowanych
- szefostwo wojsk inżynieryjnych
- oddział personalny
- oddział służby chemicznej
- zarząd informacji
- prokuratura
- sąd
- wojskowy sąd polowy

## Jednostki bojowe

### Piechota

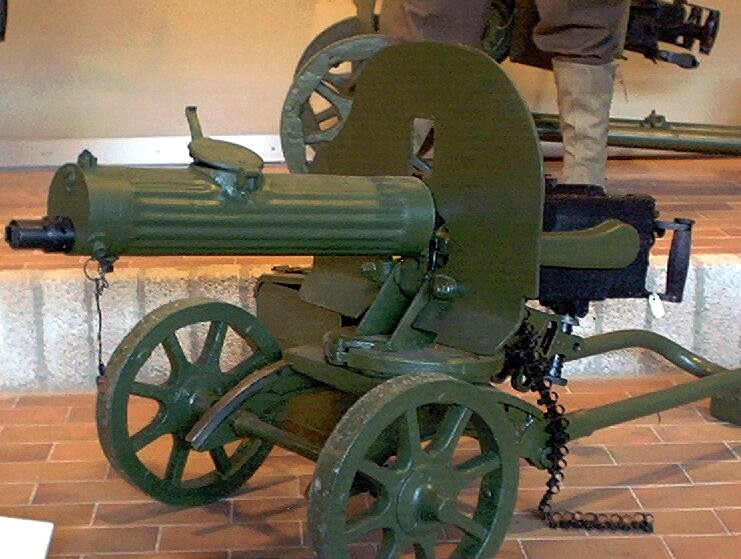
Maxim – podstawowy ckm piechoty

- 1 Warszawska Dywizja Piechoty im. Tadeusza Kościuszki
  - dowództwo dywizji
  - 1 Praski Pułk Piechoty
  - 2 Berliński Pułk Piechoty
  - 3 Berliński Pułk Piechoty
  - 1 Berliński Pułk Artylerii Lekkiej
  - 1 samodzielny dywizjon artylerii pancernej SU-76
  - 1 samodzielny batalion szkolny
  - 1 samodzielna kompania rozpoznawcza
  - 1 samodzielny batalion saperów
  - 1 samodzielna kompania łączności
  - 1 samodzielna kompania obrony przeciwchemicznej
  - 1 samodzielna kompania samochodowa
  - 1 piekarnia polowa
  - 1 samodzielny batalion sanitarny
  - 1 ambulans weterynaryjny
  - 2808 wojskowa poczta polowa
  - 1862 kasa banku polowego
  - pluton dowodzenia dowódcy artylerii dywizji
  - warsztaty remontowe
  - pralnia polowa
  - wydział informacji
  - prokuratura
  - wojskowy sąd polowy
- 2 Warszawska Dywizja Piechoty im. Jana Henryka Dąbrowskiego

- - dowództwo dywizji
  - 4 pułk piechoty
  - 5 Kołobrzeski pułk piechoty
  - 6 pułk piechoty
  - 2 pułk artylerii lekkiej

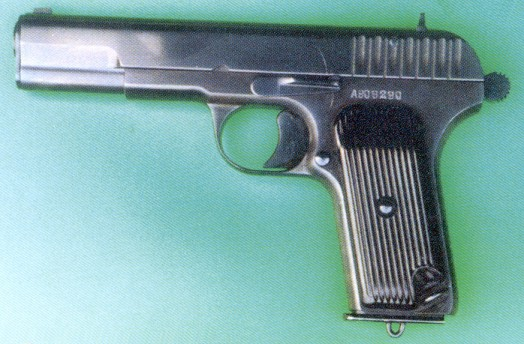
Pistolet TT – broń osobista oficerów pułku

  - 2 samodzielny dywizjon artylerii pancernej SU-76
  - 2 samodzielny batalion szkolny
  - 2 samodzielna kompania rozpoznawcza
  - 2 Kołobrzeski Batalion Saperów (VM)
  - 2 samodzielna kompania łączności
  - 2 samodzielna kompania chemiczna
  - 2 samodzielna kompania samochodowa
  - 2 piekarnia polowa
  - 2 samodzielny batalion sanitarny
  - 2 ambulans weterynaryjny
  - pluton dowodzenia dowódcy artylerii dywizji
  - warsztaty remontowe
  - 2886 wojskowa poczta polowa
  - 1901 kasa banku polowego
  - wydział informacji
  - prokuratura
  - wojskowy sąd polowy
- 3 Pomorska Dywizja Piechoty im. Romualda Traugutta
  - dowództwo dywizji
  - 7 Kołobrzeski pułk piechoty
  - 8 Bydgoski pułk piechoty
  - 9 Zaodrzański pułk piechoty
  - 5 Kołobrzeski pułk artylerii lekkiej
  - 3 samodzielny dywizjon artylerii pancernej SU-76
  - 3 samodzielny batalion szkolny
  - 3 samodzielna kompania rozpoznawcza
  - 4 samodzielny batalion saperów
  - 3 samodzielna kompania łączności
  - 3 samodzielna kompania obrony przeciwchemicznej
  - 3 samodzielna kompania samochodowa
  - 3 piekarnia polowa
  - 3 samodzielny batalion sanitarny
  - 3 ambulans weterynaryjny
  - pluton dowodzenia dowódcy artylerii dywizji
  - warsztaty remontowe
  - 2930 wojskowa poczta polowa
  - 1942 kasa banku polowego
  - wydział informacji
  - prokuratura
  - wojskowy sąd polowy
- 4 Pomorska Dywizja Piechoty im. Jana Kilińskiego
  - dowództwo dywizji
  - 10 pułk piechoty
  - 11 pułk piechoty
  - 12 Kołobrzeski pułk piechoty
  - 6 pułk artylerii lekkiej
  - 4 samodzielny dywizjon artylerii pancernej SU-76
  - 4 samodzielny batalion szkolny
  - 5 samodzielny batalion saperów
  - 4 samodzielna kompania łączności
  - 4 samodzielna kompania chemiczna
  - 4 samodzielna kompania samochodowa
  - 4 piekarnia polowa
  - 4 samodzielny batalion sanitarny
  - 4 ambulans weterynaryjny
  - pluton dowodzenia dowódcy artylerii dywizji
  - warsztaty remontowe
  - 2975 wojskowa poczta polowa
  - 1949 kasa banku polowego
  - wydział informacji
  - prokuratura
  - wojskowy sąd polowy
- 6 Pomorska Dywizja Piechoty
  - dowództwo dywizji
  - 14 Kołobrzeski pułk piechoty
  - 16 Kołobrzeski pułk piechoty
  - 18 Kołobrzeski pułk piechoty
  - 23 Kołobrzeski pułk artylerii lekkiej
  - 6 samodzielny batalion szkolny
  - 6 samodzielna kompania rozpoznawcza
  - 13 Kołobrzeski Batalion Saperów (VM)
  - 15 samodzielna kompania łączności
  - 6 samodzielna kompania obrony przeciwchemicznej
  - 8 samodzielna kompania samochodowa
  - 7 piekarnia polowa
  - 6 samodzielny batalion sanitarny
  - 6 ambulans weterynaryjny
  - pluton dowodzenia dowódcy artylerii dywizji
  - warsztaty remontowe
  - 3045 wojskowa poczta polowa
  - 1867 kasa banku polowego
  - wydział informacji
  - prokuratura
  - wojskowy sąd polowy
- 1 Warszawski samodzielny zmotoryzowany batalion rozpoznawczy
- 1 samodzielna kompania karna
- 2 samodzielna kompania karna
- 3 samodzielna kompania karna
- 2 Samodzielna Brygada Zaporowa

### Wojska pancerne

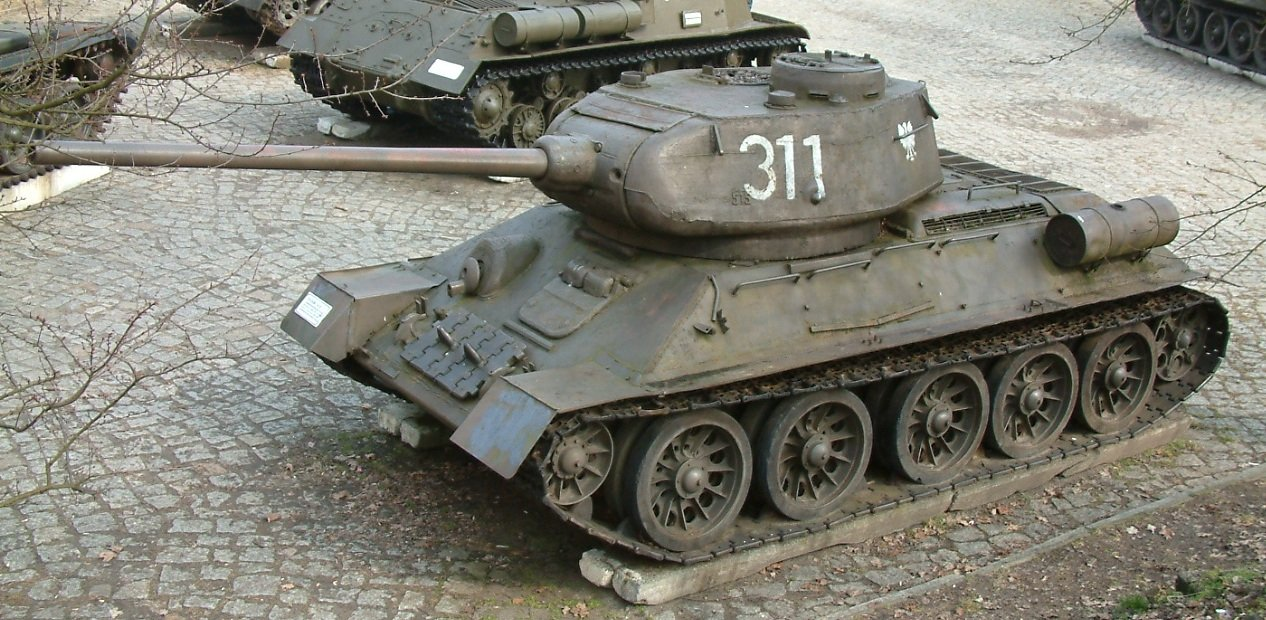
T-34/85

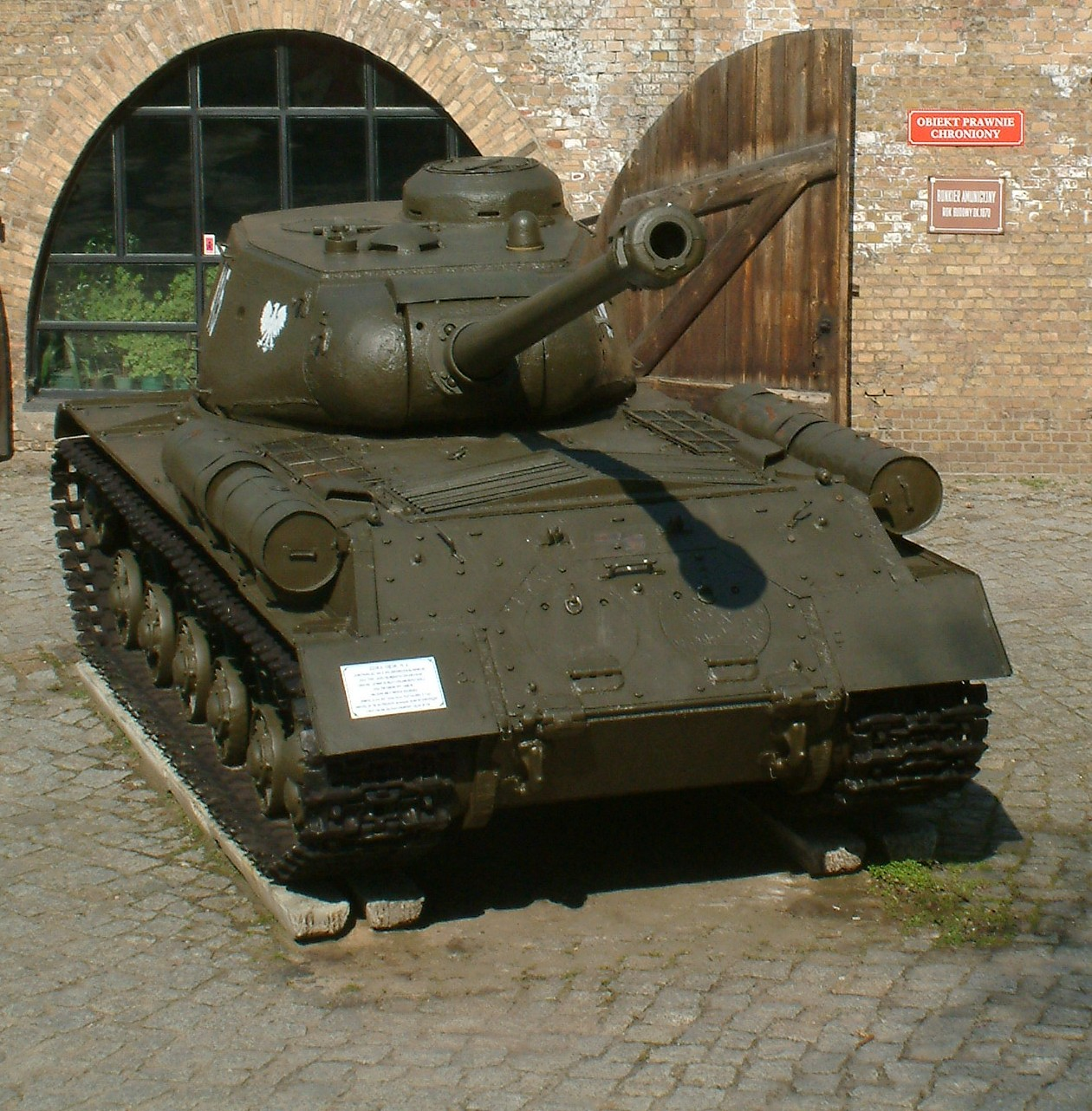
czołg ciężki IS-2

- 1 Brygada Pancerna im. Bohaterów Westerplatte
  - l batalion czołgów
  - 2 batalion czołgów
  - 3 batalion czołgów
  - batalion piechoty zmotoryzowanej
  - samodzielna kompania przeciwlotnicza
  - kompania sztabowa
  - kompania zaopatrzenia technicznego
  - pluton sanitarny
  - wydział informacji
- 4 Pomorski pułk czołgów ciężkich IS-2 (VM)
- 13 Warszawski pułk artylerii pancernej SU-85
- 7 samodzielny dywizjon artylerii pancernej SU-76

Kawaleria
- 1 Warszawska Brygada Kawalerii
  - dowództwo brygady
  - 2 pułk ułanów
  - 3 pułk ułanów
  - 4 dywizjon artylerii konnej

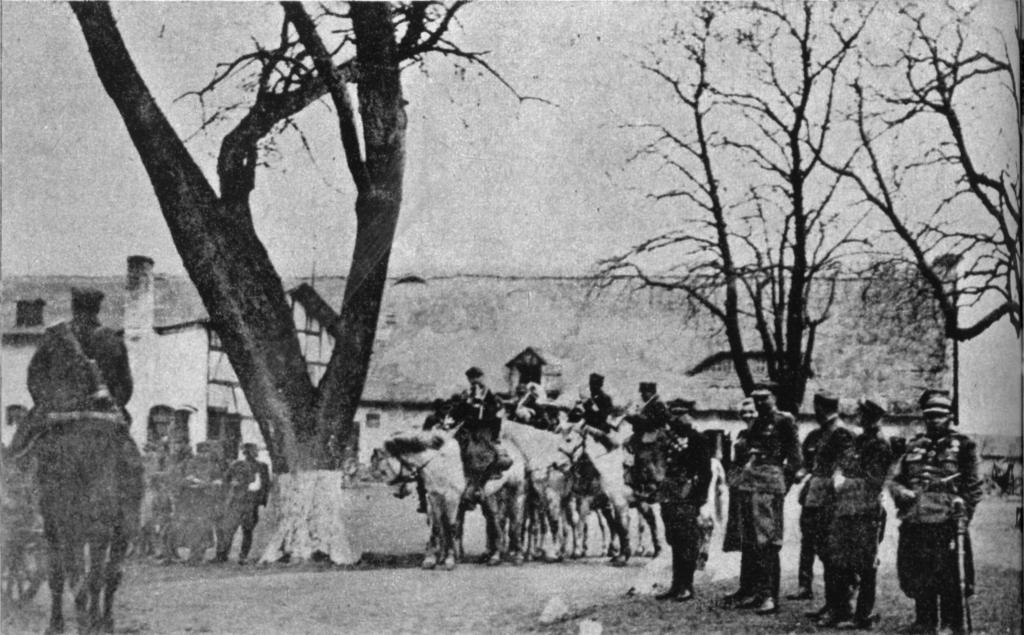
Żołnierze 1 BKaw

  - 8 bateria artylerii przeciwlotniczej
  - 4 park amunicyjny
  - 7 szwadron żywnościowy
  - 10 szwadron łączności
  - 12 szwadron saperów
  - 6 szwadron sanitarny
  - 9 szwadron zaopatrzenia technicznego
  - 5 ambulans weterynaryjny
  - 2977 wojskowa poczta polowa
  - 1950 kasa banku polowego
  - wydział informacji

### Artyleria

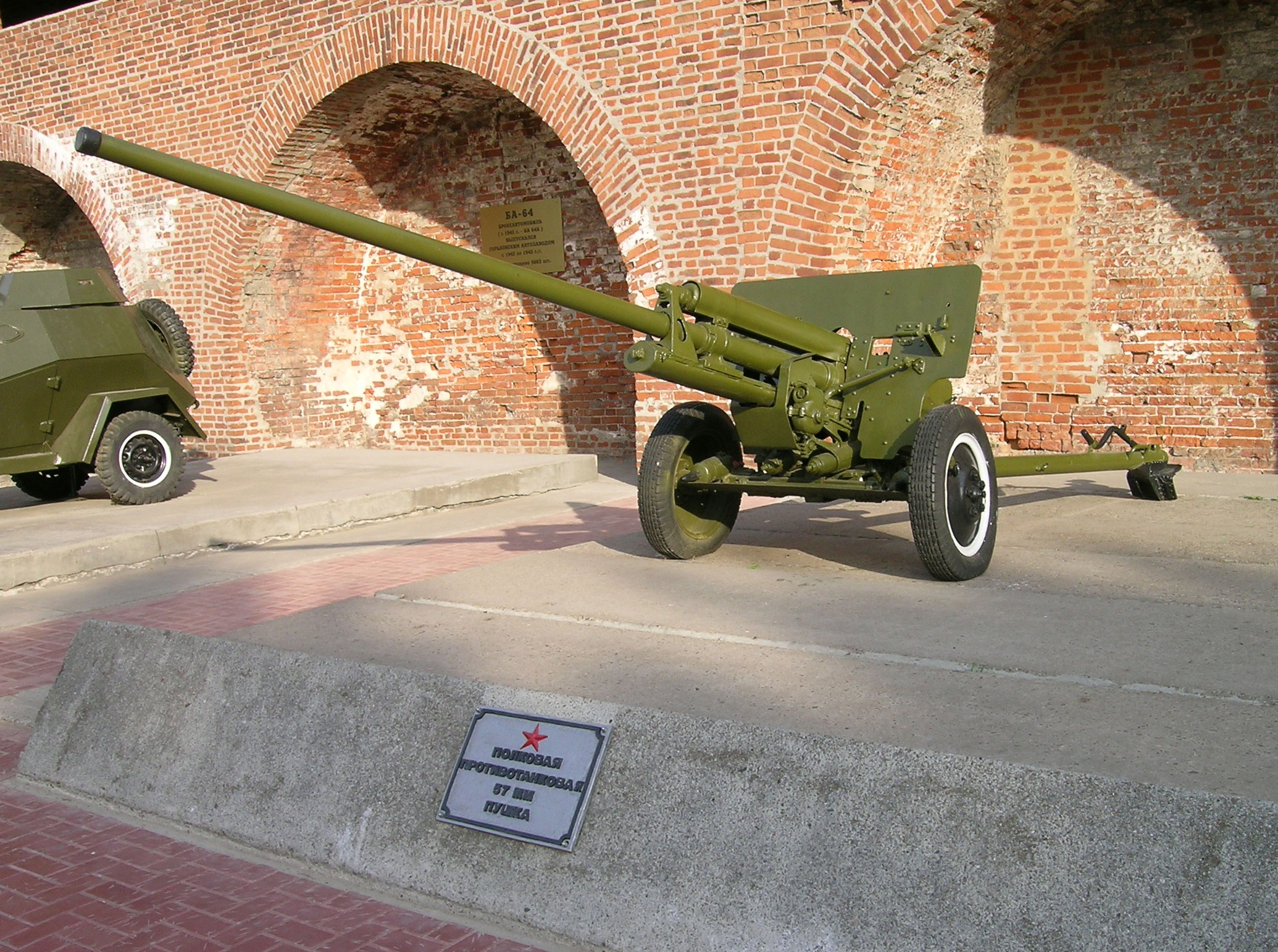
Armata przeciwpancerna ZiS-2

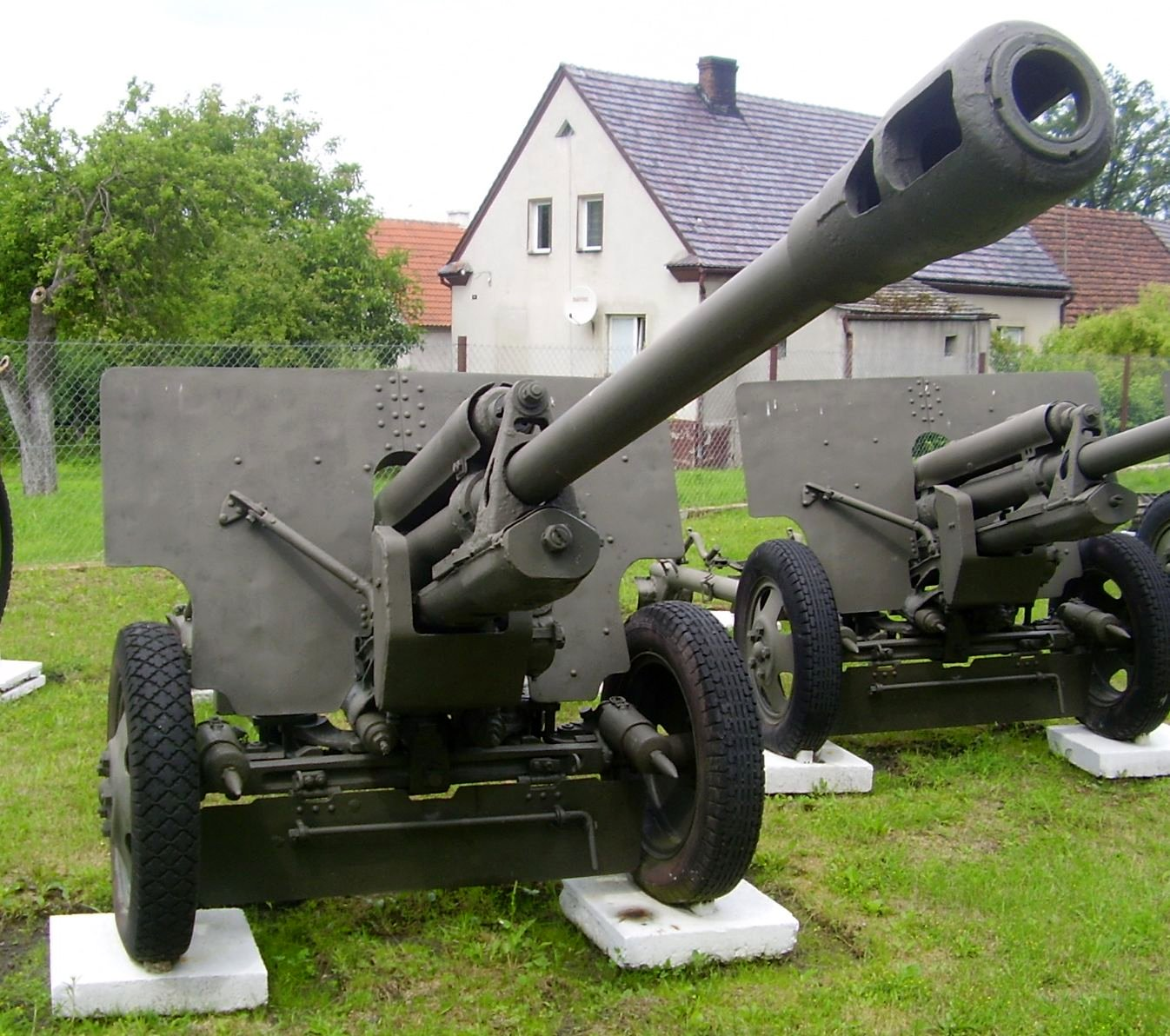
Armata przeciwpancerna ZiS-3

- 1 Warszawska Brygada Artylerii im. Józefa Bema
  - bateria sztabowa
  - 1 dywizjon artylerii armat
  - 2 dywizjon artylerii armat
  - 3 dywizjon artylerii armat
- 2 Pomorska Brygada Artylerii Haubic
  - 7 Pułk Artylerii Haubic
  - 8 Pułk Artylerii Haubic
  - 9 Pułk Artylerii Haubic
- 3 Warszawska Brygada Artylerii Haubic
  - 10 pułk artylerii haubic
  - 11 pułk artylerii haubic
  - 12 pułk artylerii haubic
- 5 Pomorska Brygada Artylerii Ciężkiej
  - 1 dywizjon artylerii
  - 2 dywizjon artylerii
  - 3 dywizjon artylerii
- 1 Pomorski pułk moździerzy
- 5 samodzielny dywizjon artyleryjskiego rozpoznania pomiarowego

Artyleria przeciwpancerna
- 4 Brygada Artylerii Przeciwpancernej
  - 4 pułk artylerii przeciwpancernej
  - 19 pułk artylerii przeciwpancernej
  - 20 pułk artylerii przeciwpancernej

### Wojska obrony przeciwlotniczej

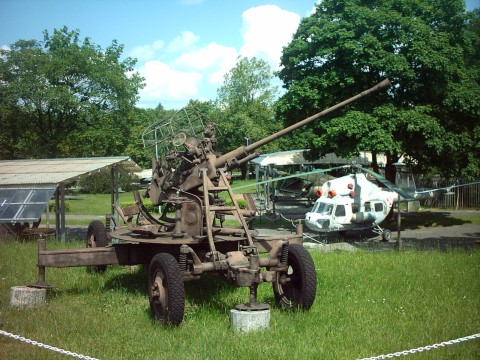
37 mm armata przeciwlotnicza wz. 1939

- 1 Dywizja Artylerii Przeciwlotniczej
  - 15 pułk artylerii przeciwlotniczej mały kaliber
  - 16 pułk artylerii przeciwlotniczej mk
  - 17 pułk artylerii przeciwlotniczej mk
  - 18 pułk artylerii przeciwlotniczej średni kaliber
  - bateria sztabowa
  - park artyleryjski
  - warsztaty remontowe
  - 2986 wojskowa poczta polowa
  - wydział informacji
- 1 samodzielny dywizjon artylerii przeciwlotniczej
- 11 samodzielna kompania obserwacji przeciwlotniczej

## Jednostki zabezpieczenia bojowego
Wojska chemiczne:
- 1 samodzielny batalion obrony przeciwchemicznej
- 2 Pomorski batalion miotaczy ognia

Wojska inżynieryjno-saperskie:
- 1 Warszawska Brygada Saperów
  - kompania sztabowa
  - park przepraw lekkich
  - 8 Kołobrzeski batalion saperów (VM)
  - 9 Kołobrzeski batalion saperów (VM)
  - 10 batalion saperów
  - 11 batalion saperów
  - pluton sanitarny
  - zmotoryzowana kompania rozpoznania inżynieryjnego
- 7 Warszawski Zmotoryzowany Batalion Inżynieryjny

Wojska łączności
- 1 samodzielny pułk łączności
- 2 samodzielny batalion łączności
- 5 samodzielna kompania telegraficzno-budowlana
- 6 samodzielna kompania telegraficzno-budowlana
- 7 samodzielna kompania telegraficzno-budowlana
- 9 samodzielna kompania telegraficzno-eksploatacyjna
- 11 samodzielna kompania kablowo-tyczkowa
- 103 samodzielna eskadra łączności

Wojska samochodowe
- 1 Kołobrzeski batalion samochodowy (VM)
- 2 Kołobrzeski batalion samochodowy (VM)

Jednostki drogowe:
- 2 samodzielny batalion budowy dróg
- 3 Warszawski Batalion Budowy Mostów
- 1 samodzielny batalion eksploatacji dróg

pododdziały taborowe:
- 1 samodzielna kompania taborowa
- 2 samodzielna kompania taborowa

Jednostki dowodzenia i obsługi
- 2 samodzielna kompania ochrony
- 5 kompania sztabowa
- 1 dywizjon dowodzenia dowódcy artylerii armii
- baza pocztowa
- poczta polowa 2974
- poczta polowa 2880
- poczta polowa 3257

## Jednostki tyłowe
- Służba zdrowia
  - 1 polowy zarząd ewakuacyjny
  - 1 wysunięty oddział polowego punktu ewakuacyjnego
  - 1 polowy szpital chirurgiczny
  - 2 polowy szpital chirurgiczny
  - 3 polowy szpital chirurgiczny
  - 4 polowy szpital chirurgiczny
  - 14 polowy szpital chirurgiczny
  - 3 polowy szpital chorób wewnętrznych
  - 5 szpital chorób zakaźnych
  - 6 polowy szpital lekko rannych
  - 2 samodzielna samochodowa kompania sanitarna
  - 3 samodzielna konna kompania sanitarna
  - 1 samodzielna kompania pogotowia chirurgicznego
  - 1 oddział sanitarno-epidemiologiczny
  - 4 samodzielna kompania kąpielowo-dezynfekcyjna
  - 2 pralnia polowa
  - 4 pralnia polowa
  - 7 pralnia polowa
  - 8 pralnia polowa
  - 9 pralnia polowa
  - 10 łaźnia polowa
  - 1 laboratorium patologiczno-anatomiczne
  - 8 polowy skład sanitarny
- Weterynaryjne:
  - 4 ewakuacyjny ambulans weterynaryjny
  - 3 polowy ambulans weterynaryjny
  - 2 ruchome polowe laboratorium weterynaryjne
  - 9 polowy skład weterynaryjny
- Żywnościowe:
  - 1 zarząd polowej bazy armii
  - 5 piekarnia polowa
  - 6 piekarnia polowa
  - 6 polowy skład żywnościowy
  - 1 punkt żywienia bydła rzeźnego
  - polowy skład zboża
- Taborowo-mundurowe:
  - 7 polowy skład taborowo-mundurowy
  - 6 warsztaty mundurowe
  - 7 ruchomy warsztat rymarski
  - 8 warsztaty taborowe
- Zdobyczy wojennej:
  - 2 samodzielny batalion zdobyczy wojennej
  - 2 polowy skład zdobyczy wojennej
- Mps:
  - 3 polowy skład materiałów pędnych i smarów
  - 2 warsztat naprawy tary
- Artyleryjskie:
  - 3 polowy warsztat artyleryjski
  - 4 polowy warsztat artyleryjski
  - 5 polowy warsztat naprawy traktorów
  - 2 polowy skład artyleryjski
  - 5 polowy skład amunicji artyleryjskiej
- Saperskie:
  - 12 polowy skład saperski
- Łączności:
  - 1 polowy skład łączności
  - 1 polowy warsztat naprawy sprzętu łączności
- Chemiczne:
  - 11 polowy skład chemiczny
- Samochodowe:
  - 1 samodzielny batalion naprawy samochodów
  - 10 polowy skład samochodowy
  - 9 polowa baza warsztatów samochodowych
- Wojska pancerne:
  - 24 batalion remontu sprzętu pancernego
  - 1 kompania ewakuacyjna
  - 10 punkt zbiórki wozów uszkodzonych
  - 23 skład sprzętu pancernego
- Obsługi:
  - 3 kompania obsługi bazy polowej
  - punkt przesyłkowy
- Pododdziały robocze:
  - 1 samodzielny batalion roboczy
  - 3 samodzielny batalion roboczy
  - 4 samodzielny batalion roboczy
  - 5 samodzielny batalion roboczy
  - 6 samodzielny batalion roboczy

## Inne jednostki
Jednostki zapasowe
- rezerwa oficerów
- 3 zapasowy pułk piechoty
- batalion ozdrowieńców

Szkoły wojskowe:
- kursy chorążych

Jednostki lotnicze:
- 103 eskadra lotnicza łączności

Instytucje polityczno-wychowawcze:
- redakcja gazety „Zwyciężymy”
- Dom Żołnierza
- zespół pieśni i tańca
- teatr armii

Jednostki poza etatem:
- Finansowe:
  - 1870 oddział banku
  - 1901 oddział banku
  - 1862 kasa polowa
  - 1868 kasa polowa
  - 1942 kasa polowa
  - 1949 kasa polowa
  - 1950 kasa polowa
- Handlowe:
  - „Wojentorg” nr 1
  - baza handlowa „Wojentorgu” nr 1
  - cztery kasyna oficerskie
  - warsztaty naprawy sprzętu ogólnego użytku
  - dwie kantyny na samochodach

## Dane liczbowe
Stan osobowy – etat/stan
- oficerowie – 11 175/8162
- podoficerowie – 24 560/18 324
- szeregowi – 59 329/46 724
- podchorążowie – 800/809
- Razem – 95 864/74 019

Wyposażenie:
czołgi – 22
- ciężkie – 14
- średnie – 6
- lekkie – 2

działa pancerne – 90
- ciężkie – 14
- średnie – 76

samochody pancerne – 30
samochody – 3274
- lekkie – 242
- ciężkie – 2682
- specjalne – 350

inne środki transportowe
- traktory – 228
- ciągniki – 318
- motocykle – 148
- konie – 10 793

uzbrojenie
- haubice i armaty
  - 152 mm – 36
  - 122 mm – 213
  - 76 mm – 211
  - 45 mm – 134
- moździerze
  - 120 mm – 150
  - 82 mm – 366
- działa przeciwlotnicze
  - 76 mm – 20
  - 57 mm – 63
  - 37 mm – 85
- karabiny 46 459/37 698
- pistolety maszynowe – 19 502/15 400
- ręczne karabiny maszynowe – 1706
- ciężkie karabiny maszynowe – 482
- wielkokalibrowe karabiny maszynowe – 59
- rusznice przeciwpancerne – 1023